# Les hores
|  | Aquest article tracta sobre el llibre de Josep Pla. Per a la pel·lícula de 2002 vegeu The Hours. |

Les hores és un llibre de Josep Pla que recull els articles dedicats als esdeveniments, tant socials com atmosfèrics, lligats amb el calendari de l'any. Es va publicar el 1971 com a volum 20 de l'Obra Completa, tot i que el 1953 ja s'havia publicat una edició reduïda amb el mateix títol. El llibre està basat pràcticament en els articles de Destino.

## Relectures

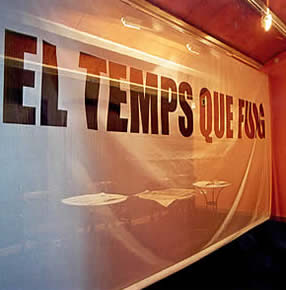
Exposició El temps que fuig. Narcís Comadira - Josep Pla, produïda per la Fundació Josep Pla

El 21 de juny de 2003 es va presentar a la Fundació Josep Pla l'exposició El temps que fuig. Narcís Comadira - Josep Pla, dedicada al llibre Les hores. L'exposició va itinerar a Girona (2004), Binissalem (2004), Barcelona (2004), París (2006), Badalona (2012) i Vilabertran (2012). Amb motiu del vintè aniversari de la mort de Josep Pla, Catalunya Ràdio va dedicar un programa a llegir fragments de Les hores.